# Incidente del Fairchild F-27 di Turkish Airlines del 1962
L'Incidente del Fairchild F-27 di Turkish Airlines del 1962 si verificò l'8 marzo 1962 alle 17:43 ora locale (15:43 UTC) quando un aereo di linea Fairchild F27 della Turkish Airlines, codice di registrazione TC-KOP, lungo un volo interno dall'aeroporto di Esenboğa (ESB/ LTAC) ad Ankara per l'aeroporto di Adana (ADA/LTAF), volò contro le montagne Bolkar durante l'avvicinamento prima dell'atterraggio.

## L'aereo
L'aereo, un Fairchild F-27 con due motori turboelica Rolls-Royce Dart, era stato prodotto dalla Fairchild Hiller con il numero di serie del produttore 83, e compì il suo primo volo nel 1960. Aveva dunque appena due anni.

## Equipaggio e i passeggeri
L'aereo aveva a bordo tre membri dell'equipaggio e otto passeggeri. Non se ne salvò nessuno.

## L'incidente
L'F27 della Turkish Airlines partì dall'aeroporto di Esenboğa alle 16:20 EET (14:20 UTC) per un volo in direzione di Adana. Il pilota in comando riferì di aver superato Aksaray e stimò di arrivare ad Adana per le 17:40 ora locale. Alle 17:28 il pilota riferì di essere al livello di volo 175 e richiese il permesso di avvicinamento. Alle 17:40 il volo era a 5.000 piedi (1.500 m) e il controllore di avvicinamento gli comunicò di segnalare l'attraversamento a quota 8.000 piedi (2.400 m) e 7.000 piedi (2.100 m). Dal Fairchild non si sentì più nulla. Sembrava che il velivolo si fosse schiantato a 6.800 piedi (2.100 m) AMSL circa 76 km (47 miglia) dalla portata radio di Adana sui monti Bolkar della parte sudest della catena montuosa Taurus.
La probabile causa dell'incidente era che il pilota non fu in grado di tenere traccia della sua posizione esatta o di mantenere l'altitudine esatta per evitare cumuli e condizioni turbolente ad essi associate.